# Franc Irgl
Franc Irgl, slovenski veterinar, * 4. december 1908, Ormož, † 17. december 1983, Ormož.

## Življenje in delo
Po diplomi na zagrebški Veterinarski fakulteti (1934) je služboval v raznih krajih Jugoslavije med drugim tudi v Veliki Gorici pri Zagrebu in Kumanovem v Makedoniji. Po osvoboditvi je bil v letih 1945−1975 okrajni in občinski veterinarski inšpektor v Ormožu. Bil je pospeševalec živinoreje in zadružništva. Med prvimi na Slovenskem je na terenu uvajal umetno osemenjevanje govedi ter sistematično zatiral govejo metljavost.